# Tadeusz Kowalski (rzeźbiarz)
Tadeusz Kowalski (ur. 25 stycznia 1939 w Zychach, zm. 13 listopada 2011 w Szczecinie) – artysta rzeźbiarz, poeta. 

## Życiorys

Stworzenie Adama, płaskorzeźba w lipie

W 1956 roku ukończył Liceum Sztuk Plastycznych w Kielcach. Od 1958 roku mieszkał i tworzył w Szczecinie. Zdobywca wielu nagród w skali wojewódzkiej i ogólnopolskiej, m.in. pierwsze miejsce w Ogólnopolskim Konkursie Literackim z okazji powrotu ziem zachodnich do macierzy, który odbył się w 1968 roku. 
Edukacja w Liceum Sztuk Plastycznych dała artyście szeroką znajomość zagadnień z historii sztuki i technologii; jednak sam autor określał siebie jako rzeźbiarza samouka, który swój warsztat rzeźbiarski doskonalił i opracowywał przez lata. Zajmował się płaskorzeźbą sakralną wykonywaną w drewnie. Tematy swoich dzieł czerpał z opowieści biblijnych. Jako materiał wykorzystywał najczęściej drewno lipowe, woskowane i bejcowane, choć rzeźbił także w orzechu, topoli i kasztanowcu. W latach 1995–2005 uczestnik ponad 30 wystaw indywidualnych i zbiorowych m.in. dwukrotnie w Muzeum Narodowym w Szczecinie i w Museum Europäischer Kulturen w Berlinie. W Muzeum Narodowym w Szczecinie znajdują się niektóre rzeźby autora z cyklu „Biblia Dłutem Czytana”. Kompozycje Kowalskiego charakteryzują się dążeniem do symetrii i form zamkniętych. Płytkim reliefem ukazuje zwartą grupę postaci umieszczoną wewnątrz ramy prostokątnej, często zakończonej półkoliście. Znane rzeźby artysty to: Tworzenie świata, Głowa św. Jana, Czterej Jeźdźcy Apokalipsy.